# Warkala
Warkala (arab. ورقلة, fr. Ouargla) – miasto oaza w północno-wschodniej Algierii, na Saharze, w obniżeniu między Wielkim Ergiem Zachodnim i Wielkim Ergiem Wschodnim, na wysokości 128 metrów, ośrodek administracyjny prowincji Warkala. Około 129,4 tys. mieszkańców. W mieście znajduje się linia tramwajowa.